# Chlístov, Třebíč
Chlístov là một làng thuộc huyện Třebíč, vùng Vysočina, Cộng hòa Séc.